# اپرا مینی
اپرا مینی (به انگلیسی: Opera Mini) یک مرورگر وب طراحی شده برای تلفن‌های همراه، تلفن‌های همراه هوشمند و دستیار دیجیتال شخصی است که در ۱۵ اوت ۲۰۰۵ معرفی شد.
اپرا مینی نسخهٔ جاوا
رقیب اپرا مینی برای گوشی‌های جاوا مرورگر بولت می‌باشد. اپرا مینی جاوا برای بارگذاری سایت‌ها ابتدا بر روی سرورهای اپرا رفته و فشرده کرده و به حالت مناسب برای گوشی‌های جاوا در می‌آید. در نسخهٔ ۳٫۱ جاوا دانلود را به گوشی پاس می‌دهد اما در نسخه‌های بالاتر امکان دانلود توسط خود مرورگر فراهم شده (درست مانند بولت). در نسخهٔ ۳٫۱ قابلیت ذخیرهٔ صفحه وجود نداشت اما در نسخه‌های بالاتر این قابلیت اضافه شد. در نسخه ۳٫۱ شما می‌توانید سایت‌های مورد علاقهٔ خود را بوکمارک کنید اما در نسخه‌های بالاتر افزون بر این امکان اپرا لینک نیز اضافه شده یعنی می‌توانید لینک‌های مورد علاقهٔ خود را در یک فضای آنلاین داشته باشید و با وارد کردن یوزر و پسورد سینک کنید.

## نگارخانه

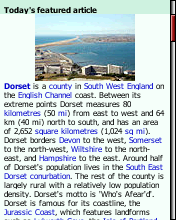
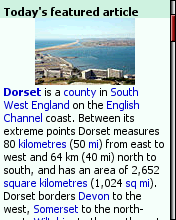